# Алфавитное кодирование
Алфавитное кодирование — вид кодирования, построенный на взаимной однозначности кодирования слов некоторого алфавита при помощи замены каждой буквы некоторым словом того же или какого-либо другого алфавита. Основоположником этого направления в России считается математик из Нижнего Новгорода Александр Александрович Марков. При алфавитном кодировании количество элементарных кодов должно быть равно мощности алфавита сообщений, то есть должно быть фиксированным. В алфавитном кодировании преимущественно используются префиксные коды, так как свойство префикса гарантирует однозначную декодируемость.

## Описание
Пусть существует некий алфавит (множество) {\displaystyle \alpha =\left\{a_{1},a_{2},...,a_{r}\right\}}, а также алфавит {\displaystyle \mathrm {B} =\left\{b_{1},b_{2},...,b_{q}\right\}}.
Слово в алфавите — упорядоченный набор элементов из алфавита вида:
{\displaystyle A=\left\{a_{i_{1}},a_{i_{2}},...,a_{i_{n}}\right\}}
S(ℳ) — множество слов алфавита ℳ, S(β) — множество слов алфавита β
Суть алфавитного кодирования в том, что каждой букве алфавита ℳ сопоставляется слово из алфавита β согласно схеме кодирования Σ.
{\displaystyle \Sigma \quad -\quad {\begin{matrix}a_{1}\to B_{1}\\\\a_{2}\to B_{2}\\...\\a_{r}\to B_{r}\end{matrix}}}